# Copa Rio Sul de Futsal de 2014
A Copa Rio Sul de Futsal de 2014 foi a 22a edição da Copa Rio Sul de Futsal. A competição começou no dia 08 de março e terminou no dia 07 de junho.
A equipe de Barra do Piraí foi punida com a perda de 2 mandos de campo por conta de uma confusão na Copa Rio Sul de Futsal de 2012|edição 2012]] da competição.

## Primeira Fase
O sorteio dos grupos aconteceu no dia 10 de Fevereiro de 2014.
| Time             | Pts | V | E | D | GF | GC | SG  |
| ---------------- | --- | - | - | - | -- | -- | --- |
| Paty Dos Alferes | 13  | 4 | 1 | 1 | 31 | 20 | 11  |
| Itatiaia         | 9   | 3 | 0 | 3 | 31 | 31 | 0   |
| Piraí            | 9   | 3 | 0 | 3 | 27 | 24 | 3   |
| Valença          | 4   | 1 | 1 | 4 | 16 | 30 | -14 |

| Time           | Pts | V | E | D | GF | GC | SG  |
| -------------- | --- | - | - | - | -- | -- | --- |
| Mendes         | 15  | 5 | 0 | 1 | 36 | 22 | 14  |
| Três Rios      | 12  | 4 | 0 | 2 | 35 | 18 | 17  |
| Paraíba Do Sul | 6   | 2 | 0 | 4 | 30 | 43 | -13 |
| Quatis         | 3   | 1 | 0 | 5 | 21 | 39 | -18 |

| Time           | Pts | V | E | D | GF | GC | SG  |
| -------------- | --- | - | - | - | -- | -- | --- |
| Volta Redonda  | 14  | 4 | 2 | 0 | 31 | 21 | 10  |
| Barra Do Piraí | 11  | 3 | 2 | 1 | 23 | 22 | 1   |
| Miguel Pereira | 7   | 2 | 1 | 3 | 22 | 21 | -1  |
| Angra Dos Reis | 1   | 0 | 1 | 5 | 22 | 34 | -12 |

| Time        | Pts | V | E | D | GF | GC | SG  |
| ----------- | --- | - | - | - | -- | -- | --- |
| Barra Mansa | 14  | 4 | 2 | 0 | 26 | 14 | 12  |
| Resende     | 14  | 4 | 2 | 0 | 26 | 18 | 8   |
| Porto Real  | 3   | 1 | 0 | 5 | 22 | 30 | -8  |
| Sapucaia    | 3   | 1 | 0 | 5 | 12 | 24 | -12 |

## Segunda Fase
| Time            | Pts | V | E | D | GF | GC | SG  |
| --------------- | --- | - | - | - | -- | -- | --- |
| Três Rios       | 15  | 5 | 0 | 1 | 30 | 17 | 13  |
| Volta Redonda   | 12  | 4 | 0 | 2 | 36 | 31 | 5   |
| Paty Do Alferes | 9   | 3 | 0 | 3 | 28 | 30 | -2  |
| Resende         | 0   | 0 | 0 | 6 | 25 | 41 | -16 |

| Time           | Pts | V | E | D | GF | GC | SG  |
| -------------- | --- | - | - | - | -- | -- | --- |
| Mendes         | 13  | 4 | 1 | 1 | 41 | 23 | 18  |
| Barra Mansa    | 9   | 2 | 3 | 1 | 23 | 24 | -1  |
| Barra Do Piraí | 8   | 2 | 3 | 2 | 24 | 28 | -4  |
| Itatiaia       | 3   | 1 | 0 | 5 | 21 | 34 | -13 |

## Fase Final
As Semifinais foram disputadas em "melhor de 3". A disputa do 3o Lugar, e a Final, em partida única.
| Time         | Jogo1 | Jogo2 | Jogo3 |
| ------------ | ----- | ----- | ----- |
| Três Rios    | 3     | 7     | 2     |
| "Barra Mansa | 5     | 4     | 4     |

| Time          | Jogo1 | Jogo2 | Jogo3 |
| ------------- | ----- | ----- | ----- |
| Mendes        | 4     | 11    |       |
| Volta Redonda | 2     | 6     |       |

|  | Semi-Finais | Semi-Finais   | Semi-Finais | Semi-Finais | Semi-Finais |   |    | Final  | Final | Final | Final | Final |
|  |             |               |             |             |             |   |    |        |       |       |       |       |
|  | 3           | Três Rios     | 3           | 7           | 2           |   |    |        |       |       |       |       |
|  | 2           | Barra Mansa   | 5           | 4           | 4           |   |    |        |       |       |       |       |
|  | 2           | Barra Mansa   | 5           | 4           | 4           |   | 1  | Mendes | 5     |       |       |       |
|  |             |               |             |             |             |   | 1  | Mendes | 5     |       |       |       |
|  |             | 2             | Barra Mansa | 2           |             |   |    |        |       |       |       |       |
|  | 1           | 2             | Barra Mansa | 2           | Mendes      | 4 | 11 |        |       |       |       |       |
|  | 1           |               |             |             | Mendes      | 4 | 11 |        |       |       |       |       |
|  | 4           | Volta Redonda | 2           | 6           |             |   |    |        |       |       |       |       |

### 3o Lugar
| Time          | Gols |
| ------------- | ---- |
| Três Rios     | W.O  |
| Volta Redonda |      |

- Fonte: EntreRios jornal[3]

### Final
Pela segunda vez, a final da Copa Rio Sul de Futsal teve transmissão ao vivo da TV Rio Sul
| 07 de Junho, de 2014 | Mendes                                                  | 5 – 2              | Barra Mansa               | Ginásio da Ilha São João, Volta Redonda Público: |
|                      | Buiú 21' · Moreno 24' · Aílton 25' · Diguinho 37' 39' · | Detalhes Relatório | Duda 3' · Bruno Assis 12' |                                                  |

## Premiação

### Classificação Final
| Campeão        | Mendes          |
| Vice-Campeão   | Barra Mansa     |
| Terceiro Lugar | Três Rios       |
| 4o Lugar       | Volta Redonda   |
| 5o Lugar       | Paty do Alferes |
| 6o Lugar       | Barra do Piraí  |
| 7o Lugar       | Itatiaia        |
| 8o Lugar       | Resende         |
| 9o Lugar       | Piraí           |
| 10o Lugar      | Miguel Pereira  |
| 11o Lugar      | Paraíba do Sul  |
| 12o Lugar      | Valença         |
| 13o Lugar      | Porto Real      |
| 14o Lugar      | Quatis          |
| 15o Lugar      | Sapucaia        |
| 16o Lugar      | Angra dos Reis  |

### Campeão
| Copa Rio Sul de Futsal de 2014 |
| ------------------------------ |
| Mendes Campeão (1º título)     |

### Premiação Individual
- Atleta mais completo: Paulo André, de Mendes
- Goleiro menos vazado: Jonas Fernandes, de Três Rios
- Destaque da competição: André Luiz, de Três Rios
- Artilheiro: Wallace Eduardo, de Itatiaia, com 25 gols
- Destaque de 2014: Matheus, de Três Rios
- Melhor técnico: Casimiro Júnior, de Mendes

Fonte:GloboEsporte.com